# Ning-chaj (1931)
Ning-chaj (čínsky: 甯海) byl lehký křižník čínského námořnictva stejnojmenné třídy postavený v roce 1932. Byl potopen na začátku druhé čínsko-japonské války letadly japonského císařského námořnictva a jeho vrak vyzdvižen a opraven Japonci. Poté vstoupil do služby u japonského námořnictva jako Mikura a později jako kaibókan Iošima. Loď byla potopena v září 1944 americkou ponorkou.

## Pozadí
Na konci 20. let 20. století disponovalo čínské námořnictvo pouze čtyřmi zastaralými chráněnými křižníky z 19. století a dvěma cvičnými křižníky, které obdrželo před první světovou válkou. Vláda Kuomintangu měla ambiciózní plány ohledně přezbrojení, ale postrádala finanční prostředky; po dlouhých jednáních se staviteli lodí ve Spojených státech, Velké Británii, Německu a Japonsku byla zadána Japoncům objednávka na jeden lehký křižník, který měl být postaven v Japonsku, a druhé plavidlo, které mělo být postaveno v Číně za japonské asistence. Navzdory velmi napjatým politickým vztahům mezi Japonskem a Čínou a vytrvalým námitkám japonské armády dokončily loděnice Harima v roce 1932 první křižník.

## Popis

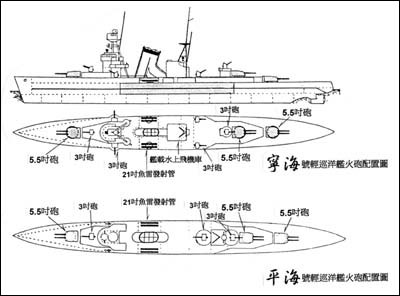
Schéma křižníku Ning-chaj

Ning-chaj svou konstrukcí vycházela z experimentálního japonského křižníku Júbari, který kombinoval malou velikost s těžkou výzbrojí, měla ale menší výtlak – 2 526 t. Výzbroj Ning-chaj byla srovnatelná s loděmi s větším výtlakem a měla šest námořních 140mm kanónů namontovaných ve třech dvojitých krytých lafetacích, šest 76,2mm kanónů a dva 533mm torpédomety. Loď měla také malý hangár pro dva hydroplány, reálně však měla pouze jeden dvouplošník Aiči AB-3. Postrádala katapult a hydroplán býval vyzdvižen a umístěn na vodu pomocí jeřábu.
Plavidlo mělo nedostatečný pohon skládající se ze třech čtyřválcových parních strojů s trojitou expanzí, z nichž dva byly na uhlí a dosahovaly maximální rychlosti 22 uzlů. Nadměrná hmotnost nástaveb a výzbroje také způsobovala problémy se stabilitou. Kvůli těmto potížím byl křižník vhodný pouze pro operace blízko pobřeží proti dělovým člunům nebo menším plavidlům.

## Služba
Kýl Ning-chaj byl položen v loděnicích Harima v Aioi dne 20. února 1931, loď byla spuštěna na vodu 10. října 1931 a dokončena 31. července 1932. Uvedena do služby byla jako vlajková loď námořnictva Čínské republiky a sloužila v této funkci až do dokončení sesterské lodi Pching-chaj. Do Japonska se navrátila v květnu 1933 kvůli opravám a znovu v červnu 1934 na pohřeb japonského admirála Heihačira Tóga. Před návratem do Číny byla znovu opravována.
Plavidlo bylo jako jedna z nejsilnějších jednotek v rámci malého čínského námořnictva po začátku druhé čínsko-japonské války cílem japonského císařského námořnictva, a to už od bitvy o Šanghaj, ale teprve 23. září, během japonského útoku na pevnost Ťiang-jin (která střežila část řeky Jang-c'-ťiang poblíž Nankingu), se Ning-chaj ocitla pod tlakem japonských bombardérů a dopadly na ni čtyři pumy, zatímco Pching-chaj byla zasažena několika bombami a najela na mělčinu. Ning-chaj unikla, ale 25. září dva torpédové bombardéry Jokosuka B3Y zaznamenaly dva přímé zásahy a potopily plavidlo v mělké vodě. Tyto nálety byly zahájeny jak z letadlové lodi Kaga, tak z letišť kolem Japonci okupované Šanghaje. Japonské císařské námořnictvo dobylo vrak 5. prosince 1937.
Pokus Japonců o vyzvednutí Ning-chaj v dubnu 1938 byl neúspěšný a zahynuli při něm dva potápěči. Další pokus ze 4. května 1938 byl již úspěšný a vrak byl odtažen do Šanghaje k základním opravám. Původně Japonci plánovali, že plavidlo bude vlajkovou lodí námořnictva loutkového Wang Ťing-wejova režimu, ale místo toho se nakonec rozhodli plavidlo přemístit do Saseba, kde byla loď 11. července formálně překlasifikována na cvičné plavidlo a kaibókan pod názvem Mikura (japonsky: 御蔵). Reálně ale byla loď ukotvena v Sasebu jako kasárenský hulk od července 1938 do prosince 1943.
V prosinci 1943, kdy byla japonská námořní přeprava pod rostoucím tlakem spojenců, byla Mikura odtažena do loděnic Harima k přestavbě na kaibókan. Práce byly dokončeny 1. června 1944 a 10. června byla loď znovu zařazena do japonského císařského námořnictva jako Iošima (japonsky: 五百島) a přidělena k námořního okruhu Jokosuka. Po výcviku posádky ve Vnitřním moři doprovázela ve dnech 22.–31. července konvoj transportních lodí na Iwodžimu a 26. července unikla torpédovému útoku ponorky. 10. září Iošima opustila Jokosuku a účastnila se druhé doprovodné mise, ale 19. září 1944 byla jižně od mysu Omaezaki zasažena třemi torpédy vypálenými americkou ponorkou USS Shad a potopena.